# Antheraea brunnea
Antheraea brunnea är en fjärilsart som beskrevs av Van Eecke 1922. Antheraea brunnea ingår i släktet Antheraea och familjen påfågelsspinnare. Inga underarter finns listade i Catalogue of Life.